# Доротея Софія Шлезвіг-Гольштейн-Зондербург-Пльонська
Доротея Софія Шлезвіг-Гольштейн-Зондербург-Пльонська (дан. Dorothea Sophie af Slesvig-Holsten-Sønderborg-Plön, 4 грудня 1692 — 29 квітня 1765) — данська принцеса з Ольденбурзької династії, донька герцога Шлезвіг-Гольштейн-Зондербург-Пльонського Йоганна Адольфа та принцеси Брауншвейг-Вольфенбюттельської Доротеї Софії, дружина герцога Мекленбург-Штреліцького Адольфа Фрідріха III.

## Біографія
Народилась 4 грудня 1692 року у Пльоні. Була шостою дитиною та другою донькою в родині герцога Шлезвіг-Гольштейн-Зондербург-Пльонського Йоганна Адольфа та його дружини Доротеї Софії Брауншвейг-Вольфенбюттельської. Мала старших братів Адольфа Августа та Крістіана Карла. Інші діти померли в ранньому віці до її народження.
У 1704 році втратила батька та обох братів. Матір більше не одружувалася. Пльон очолив кузен Доротеї Софії — Йоакім Фрідріх Норбурзький.
У 16 років стала дружиною 22-річного герцога Мекленбург-Штреліцу Адольфа Фрідріха III. Весілля відбулося 16 квітня 1709 у Райнфельді. У подружжя народилося двоє доньок.
Доротея Софія мала великий вплив на чоловіка та була відома як «таємний регент».
У 1712 році місто Штреліц згоріло разом із герцозьким замком. Родина після цього тимчасово мешкала у канцелярії Штреліца та літніх будиночках в містечках Канов і Пріперт.
У 1726 році герцогиня змогла зібрати гроші у родичів в Гольштейні, після чого, без відома Адольфа Фрідріха, за допомогою городян Штреліца та архітектора Юліуса Льове, переобладнала мисливський будиночок Глінеке, розширивши його у триповерхову фахверкову будівлю у формі підкови в бароковому стилі. Після того, як роботи були завершені в 1731 році, запросила чоловіка на прогулянку дорогою, яка вела повз реконструйований замок, і представила нову будівлю. Того ж року подружжя там оселилося.
У 1728 році герцогиня заснувала придворний оркестр і запросила на посаду капельмайстра композитора Йоганна Георга Лініке, а у 1742 — Йоганна Крістіана Гертеля, який змінив Лініке на посаді. Гертель у своїй автобіографії повідомляв, що Доротея Софія дозволила придбати два фортепіано у Готфріда Зільбермана у 1750 році.

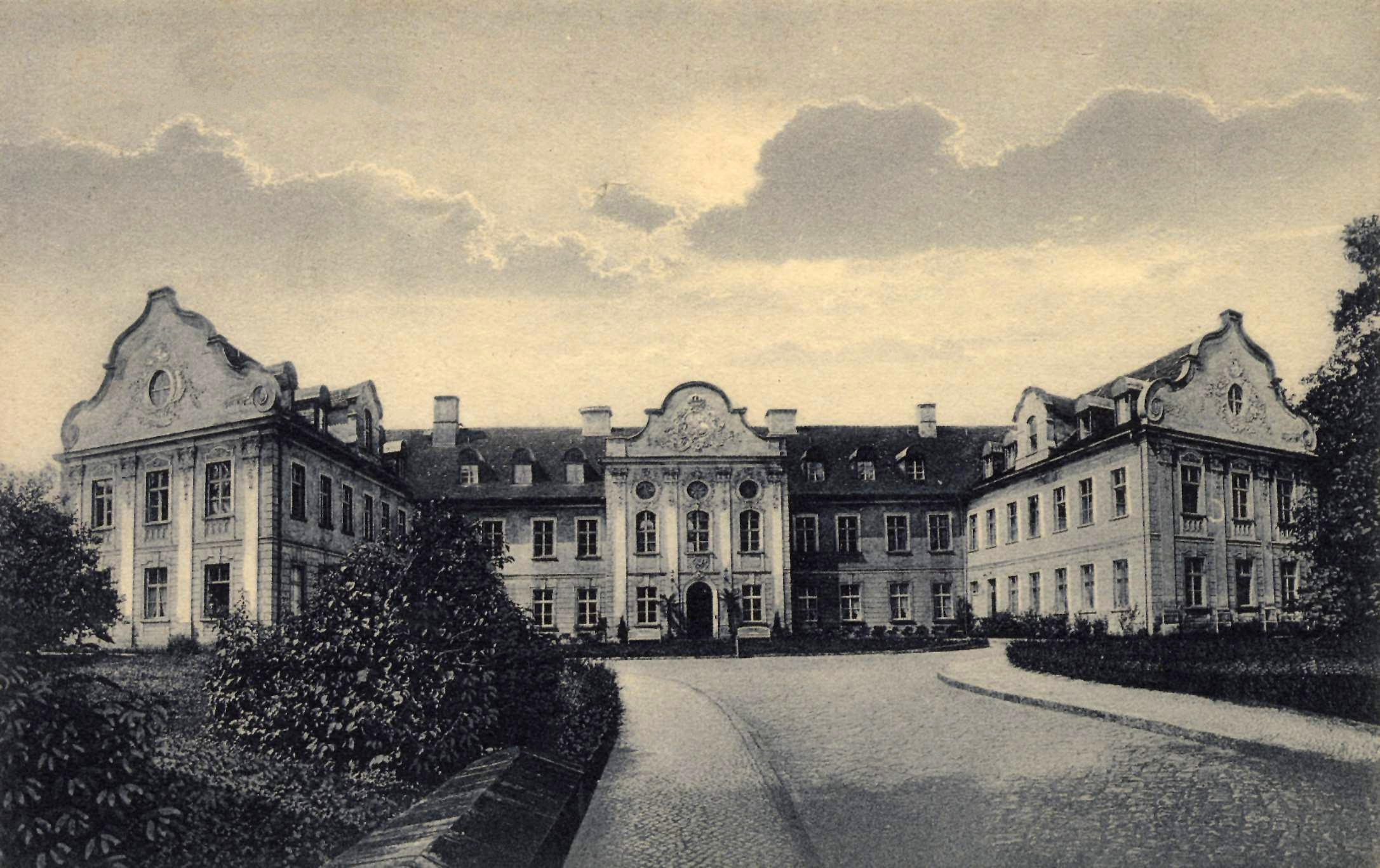
Фюрстенберзький замок

Адольф Фрідріх III помер 11 грудня 1752 року. Йому наслідував його небіж Адольф Фрідріх IV з Міровської гілки. Доротея Софія перебувала в поганих відносинах з цією родиною і була змушена залишити Нойштреліцький замок. Придворний оркестр було розпущено. Герцогиня оселилася у новозбудованому Фюрстенберзькому замку, оточеному парком та городами.
Граф Лендорф описував Доротею Софію в своєму щоденнику від 1753 року як «велику, [...] некрасиву жінку» з «жахливими грудьми», які могли належати «старій годувальниці». Він свідчить про її «велику схильність до хтивості». Жінка також здавалася йому «добродушною і не позбавленої духу», навіть якщо не говорила по-французьки. За спогадами графині Софії Марії фон Фосс, фрейліни прусського двору, герцогиня була «надзвичайно галантною».
Доротея Софія померла 29 квітня 1765 року у Фюрстенберзі. Була похована у старій крипті придворної церкви Мірова.

## Родина

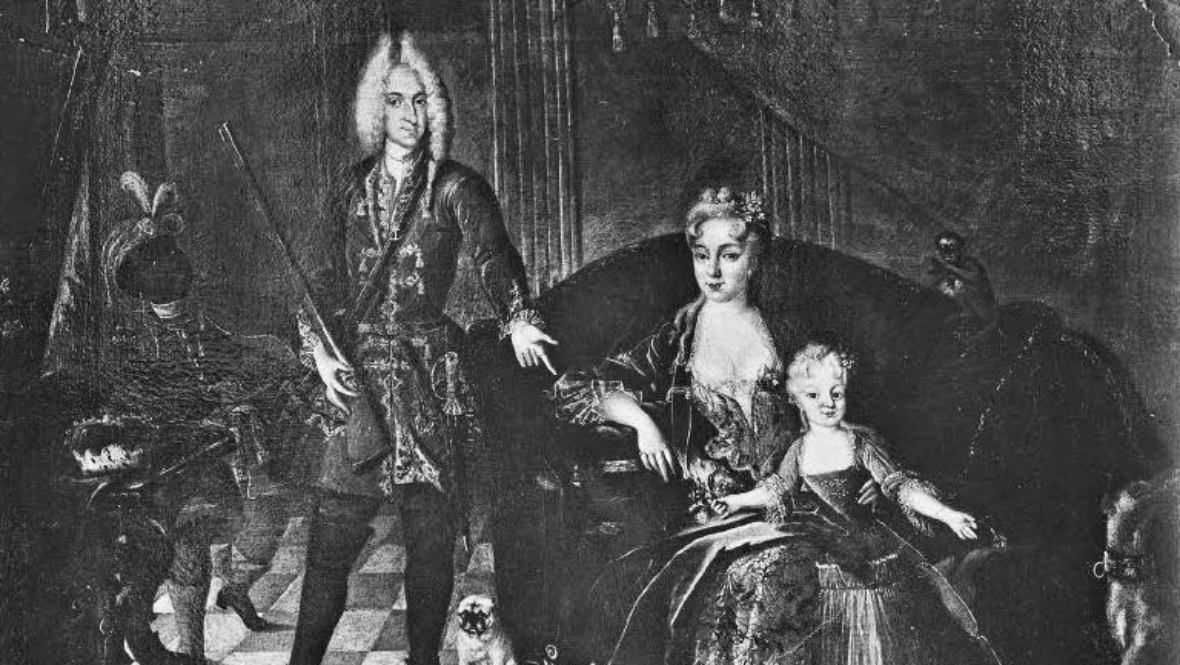
Портрет Доротеї Софії із чоловіком і донькою, близько 1716 року

Чоловік —  Адольф Фрідріх III
Діти:
- Марія Софія (1710—1728) — настоятелька Рюнського монастиря у 1719—1728 роках, одружена не була, дітей не мала;
- Магдалена Крістіана (1711—1713) — прожила півтора року.